# أوغوستوف
أوغوستوف (بالبولندية: [au̯ˈɡustuf] ; (بالليتوانية: Augustavas))، هي مدينة في الشمال الشرقي لبولندا. بلغ عدد سكان المدينة 30,373 نسمة سنة 2016.

## مدن شقيقة
أوغوستوف متوأمة مع البلدات والمدن التالية :
- دبيتسا، بولندا (2008)
- دروسكينينكي، ليتوانيا (2007)
- غرودنو، بيلاروسيا (2008)
- بورتو سيريسيو، إيطاليا (2003)
- رودكي، أوكرانيا (2011)
- سلونيم، بيلاروسيا (2013)
- سوبراسل، بولندا (2012)
- سكلارسكا بوريبا، بولندا (2006)
- توسولا، فنلندا (1996)

## أعلام
- سيزاري زامانا
- ياكوب بولاك
- إيميل ليون بوست